# Выгодская поселковая община
Выгодская поселковая общи́на (укр. Вигодська селищна громада) — территориальная община в Калушском районе Ивано-Франковской области Украины.
Административный центр — посёлок Выгода.
Население составляет 18215 человек. Площадь — 797,6 км².

## Населённые пункты
В состав общины входят 1 посёлок (Выгода) и 16 сёл:
- Ангеловка
- Вышков
- Илемня
- Крапивник
- Лолин
- Максимовка
- Мысловка
- Новый Мизунь
- Новоселица
- Новошин
- Пациков
- Подлески
- Пшеничники
- Сенечев
- Старый Мизунь
- Шевченково